# HC Ugra
Hockey Club Ugra é um clube de hóquei no gelo profissional russo sediado em Mansiysk, Yugra. Eles são membros da Liga Continental de Hockey.

## História
Fundando originariamente em 2006, quando ingressaram em ligas regionais.
São membros da Liga Continental de Hockey desde a temporada 2010-2011.